# فأر أورانجي
فأر أورانجي (الاسم العلمي: Mus orangiae) (بالإنجليزية: Orange Mouse)‏ هو نوع من الحيوانات يتبع جنس الفأر من الفصيلة الفأرية.